# Football canadese
Il football canadese è una disciplina atletica simile al football americano, che viene praticata da 12 atleti per squadra su un campo lungo 110 iarde oltre le zone di meta, e largo 65. Quando una squadra è in fase d'attacco può effettuare tre tentativi per avanzare di 10 yards. La lega professionale di football canadese è attiva dal 1956 ma le squadre sono molto più vecchie (come, per esempio, gli Argonauts di Toronto, che sono stati fondati nel 1873).

## Il football canadese professionistico
La CFL (Lega Canadese di Football) è la lega professionistica del football canadese. Si gioca ogni anno tra luglio (solitamente la gara inaugurale si tiene il giorno della Festa del Canada, il 1º luglio) e novembre. I nove team canadesi partecipanti sono divisi in due gironi (East e West). La vincente del torneo conquista la Coppa Grey, il prestigioso trofeo ideato dal generale inglese conte Grey nel 1909.

### Franchigie della CFL
West Division
- British Columbia Lions, Vancouver (British Columbia), 6 campionati vinti
- Calgary Stampeders, Calgary (Alberta), 6 campionati vinti
- Edmonton Eskimos, Edmonton (Alberta), 13 campionati vinti
- Saskatchewan Roughriders, Regina (Saskatchewan), 3 campionati vinti
- Winnipeg Blue Bombers, Winnipeg (Manitoba), 10 campionati vinti

East Division
- Hamilton Tiger-Cats, Hamilton (Canada), 8 campionati vinti
- Alouettes de Montréal, Montréal (Québec), 6 campionati vinti
- Toronto Argonauts, Toronto (Ontario), 15 campionati vinti
- Ottawa Redblacks, Ottawa (Ontario), 1 campionato vinto

Dati aggiornati al 2011

### Franchigie non più attive
- Ottawa Renegades, Ottawa (Ontario) - 2002-2005
- Ottawa Rough Riders, Ottawa (Ontario) - 1876-1996

Dati aggiornati al 2011